# Ricardo Oliveira
Ricardo Oliveira (São Paulo, 1980. május 6. –) brazil válogatott labdarúgó.

## Sikerei, díjai

### Klub
- Valencia CF
  - Spanyol bajnok: 2003-04
  - UEFA-kupa: 2004
- Real Betis
  - Spanyol kupa: 2004-05
- AC Milan
  - UEFA-bajnokok ligája: 2006-07
- Al Jazira Club
  - UAE Arabian Gulf League: 2010-11
  - UAE League Cup: 2009-10
  - UAE President's Cup: 2010-11, 2011-12

#### A válogatottban
- Brazília
  - Copa América: 2004
  - Konföderációs kupa: 2005

### Egyéni
- Copa Libertadores gólkirálya: 2003
- AFC-bajnokok ligája gólkirálya: 2012
- UAE President's Cup gólkirálya: 2012
- Arabian Gulf Cup gólkirálya: 2013
- Série A gólkirálya: 2015